# Державний комітет з надзвичайного стану
Державний комітет з надзвичайного стану в СРСР (ДКНС) (рос. Государственный комитет по чрезвычайному положению в СССР (ГКЧП)) — самопроголошений орган влади, не передбачений Конституцією СРСР, створений 18 серпня 1991 року з метою збереження СРСР шляхом усунення від влади Президента Михайла Горбачова, дії якого учасники комітету розглядали як неконституційні.

## Члени ДКНС
1. Янаєв Геннадій Іванович — Віцепрезидент СРСР, голова ДКНС
2. Бакланов Олег Дмитрович — перший заступник Голови Ради оборони СРСР
3. Крючков Володимир Олександрович — Голова Комітету Державної Безпеки СРСР
4. Павлов Валентин Сергійович — Прем'єр-міністр СРСР
5. Пуго Борис Карлович — Міністр внутрішніх справ СРСР
6. Стародубцев Василь Олександрович — Голова Селянської спілки СРСР
7. Тізяков Олександр Іванович — Президент Асоціації державних підприємств та об'єднань промисловості, транспорту та зв'язку
8. Язов Дмитро Тимофійович — Міністр оборони СРСР

## Спротив ДКНС в Україні
У номерах від 20 серпня газети "Молодь України", "Комсомольское знамя", "Молода гвардія" і "За вільну Україну" засудили путч, хоча газети  "Вечірній Київ", "Сільські вісті" та інші зганьбили себе публікацією "документів" та відозв  ДКНС.
Під час спроби військового перевороту у Москві у серпні 1991 року ДКНС (ГКЧП — рос.), КПУ зганьбила себе співпрацею з путчистами, а РУХ став єдиною політичною силою, яка вчинила організований спротив ДКНС.
Рухівці стали організаторами протистояння діям КПУ і  ДКНС по узурпації влади, як в Києві, так і в регіонах України. В Києві і інших обласних центрах РУХ організував масові акції проти дій КПУ ДКНС, так в Донецьку активісти РУХу вже 19 серпня 1991 року організували пікетування Донецької міськради, з вимогою визнання діяльності ДКНС злочинною і антиконституційною.
ДОНЕЦЬКИЙ РУХ організував Штаб спротиву ДКНС в Донецькій міськраді та 19 серпня зібрав позачергову сесію депутатів міської ради й наполіг на прийнятті рішення яким дії ДКНС були засуджені. Рішення прийняте, дії ДКНС визнані неконституційними і, окрім того, оприлюднене звернення до народу, Уряду і парламенту України з вимогою дотримуватись Декларації про державний суверенітет України. Не володіючи інформацією про наміри ГКЧП, Горбачова і Єльцина і побоюючись наслідків, партократи (Л. Кравчук, І. Плющ, В. Фокін, О. Мороз, Л. Кучма, В. Дурдинець, С. Гуренко та їх підручні) під тиском РУХУ і РУХівців — Б. Тернопільського, парламентарів Д. Павличка, І. Зайця, М. Поровського та інших, голова ВР УРСР Л. Кравчук не поїхав на підписання нового союзного договору, Уряд УРСР і ВР УРСР не підтримали ДКНС, а КПУ була заборонена Президією Верховної Ради УРСР. Дочекавшись розв'язки подій у Москві, більшість ВР підтримала пропозицію націонал-демократів (Л. Лук'яненка, В. Чорновола, Д. Павличка, І. Драча та ін.) і прийняла Акт про Незалежність 24.08.1991 (голова ВР Л. Кравчук, 1й заступник голови ВР І. Плющ, заступник голови ВР В. Гриньов, голова уряду В. Фокін, керівники більшості О. Мороз і С. Гуренко, голова Народної ради І. Юхновський).

## Подальша доля членів ДКНС
- 21 серпня 1991 — прокурор РРФСР Валентин Степанков оголошує постанову щодо арешту членів ДКНС.
- 22 серпня 1991 — заарештовано Геннадія Янаєва, Володимира Крючкова, Олександра Тізякова, Дмитра Язова і симпатиків ДКНС — Головнокомандувача сухопутних військ СРСР Валентина Варенникова та першого заступника Голови КДБ СРСР Віктора Грушка; Борис Пуго покінчив життя самогубством.
- 23 серпня 1991 — заарештовано Василя Стародубцева; взято під варту шпиталізованого Валентина Павлова.
- 24 серпня 1991 — заарештовано Олега Бакланова і симпатиків ДКНС — керівника IX управління КДБ СРСР Юрія Плеханова, його заступника В'ячеслава Генералова, секретаря ЦК КПРС з організаційно-партійної роботи Олега Шеніна та керівника апарату Президента СРСР Валерія Болдіна.
- 29 серпня 1991 — заарештовано Валентина Павлова та симпатика ДКНС — Голову Верховної Ради СРСР Анатолія Лук'янова.
- 15 січня 1992 — Геннадій Янаєв, Віктор Грушко, Юрій Плеханов і Василь Стародубцев звільнені через поганий стан здоров'я.
- 23 лютого 1994 — всі інші в'язні виходять на свободу за амністією Державної Думи Російської Федерації ще до початку суду. Таким чином, ніхто з восьми членів ДКНС та інших семи фігурантів цієї справи не був засуджений.